# Административна подела Данске
Краљевина Данска је од 2007. године добила нову, двостепену управно-подручну поделу државе. Тиме је Данска подељена на 5 покрајина, као подручних јединица првог реда. Покрајине се даље деле на општине, као подручне јединице другог реда. У оквиру дате поделе нису укључена Ферјарска острва и Гренланд, који имају велики степен аутономије, па се обично посебно рачунају.

## Историјат
Недавно (1. јануар 2007. године) спроведена је нова управна подела Данске у складу са тежњом ка смањењу управног апарата и чиновништва. Тада је Данска добила 5 покрајина (regioner) уместо дотад традиционалних 16 округа (amter). Окрузи с били веома стара творевина у Данској, са коренима још од 1747. године. Истом мером из 2007. године смањен је и број општина (kommuner) са 270 на 98.

## Покрајине
Покрајина самоуправа има значајне дужности. Најважнија јесте јавно здравство, а важне дужности су политика запошљавања и јавни превоз.
Најважније подручје одговорности за нове регије је национална здравствена служба. За разлику од бивших округа, покрајине не смеју наплаћивати порез, а здравствене услуге се финансирају првенствено из државног 8% пореза повезано са средствима из обе владе и општина. Свако покрајинско веће састоји се од 41 посланика, који се бирају на регионалним изборима у држави.
| Положај | Назив покрајине                             | Матерњи назив      | Седиште покрајине | Највећи град | Становништво (1.1. 2008) | Површина (у km²) | Густ. насељ. (по km²) |
| ------- | ------------------------------------------- | ------------------ | ----------------- | ------------ | ------------------------ | ---------------- | --------------------- |
|         | Покрајина главног града (Велики Копенхаген) | Region Hovedstaden | Хилеред           | Копенхаген   | 1.645.825                | 2.561            | 642,6                 |
|         | Средишњи Јиланд (Средишња Данска)           | Region Midtjylland | Виборг            | Орхус        | 1.237.041                | 13.142           | 94,2                  |
|         | Северни Јиланд (Северна Данска)             | Region Nordjylland | Олборг            | Олборг       | 578.839                  | 7.927            | 73,2                  |
|         | Сјеланд                                     | Region Sjælland    | Соре              | Роскилде     | 819.427                  | 7.273            | 112,7                 |
|         | Јужна Данска (Јужни Јиланд)                 | Region Syddanmark  | Вејле             | Оденсе       | 1.194.659                | 12.191           | 98,0                  |
|         | Данска — укупно                             |                    |                   |              | 5.475.791                | 43.094           | 127,0                 |

## Општине
Погледати: Општине у Данској
Новом поделом државе број општина је смањен са 270 на 98. Тиме су општине укрупњене, па данас махом имају преко 20 хиљада становника.